# تمغة

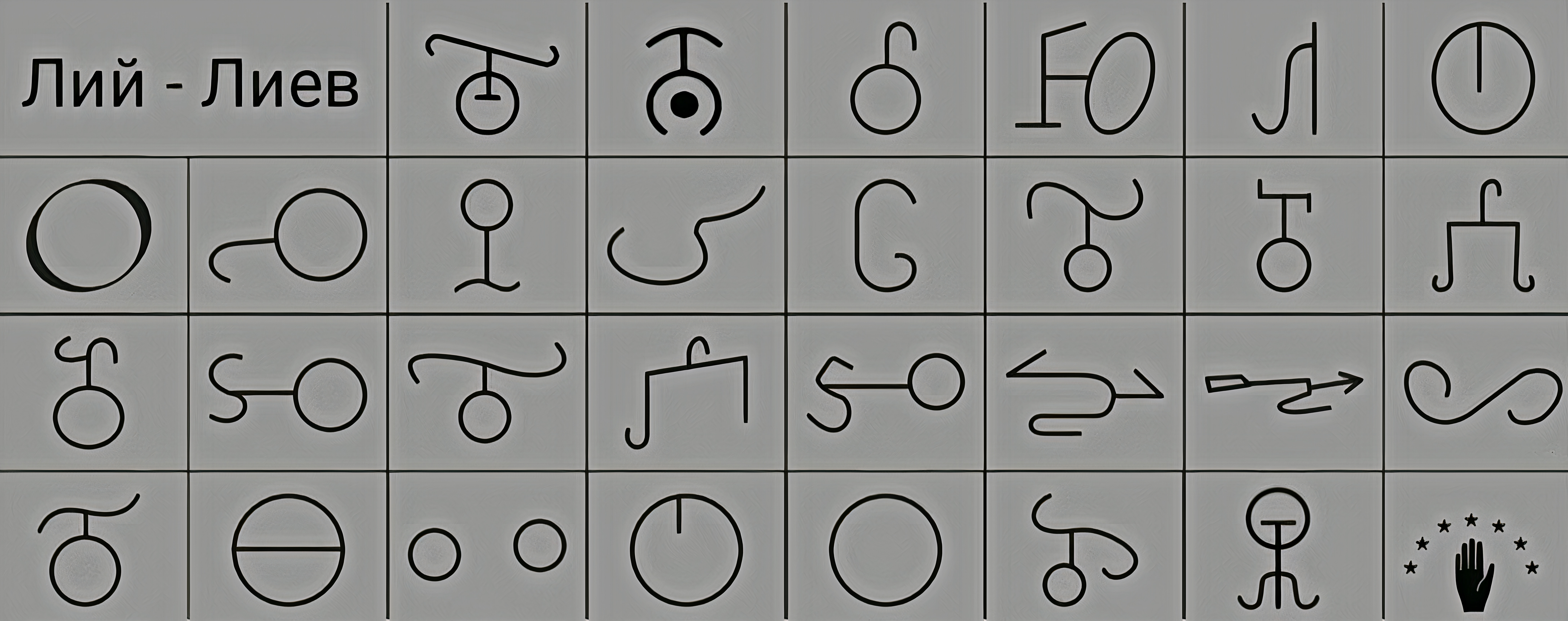
أحرف التمغة

تمغة أو دمغة أو تمغا أو تامغا (من التركية القديمة: 𐱃𐰢𐰍𐰀 ، باللاتينية: tamga ، التركية العثمانية: طمغا ، بالحروف اللاتينية: damga ؛ بالمنغولية: тамга)، وهي ختم تجريدي يستخدمه البدو الأوروآسيين والثقافات المتأثرة بهم. كانت التامغا تعتبر بالعادة شعارا لقبيلة معينة، أو عشيرة أو عائلة. وقد كانت شائعة بين بدو الأوراسيين في جميع أنحاء العصور القديمة الكلاسيكية والعصور الوسطى.
وقد تم استخدام رموز شبيهة بالتامغا من قبل الشعوب المتاخمة لسهوب بونتيك - قزوين في كل من أوروبا الشرقية وآسيا الوسطى.